# Laxotela gaimarii
Laxotela gaimarii är en tvåvingeart som beskrevs av Shaun L. Winterton och Irwin 1999. Laxotela gaimarii ingår i släktet Laxotela och familjen stilettflugor. Inga underarter finns listade i Catalogue of Life.